# Pierre Van Tieghem de Ten Berghe
Pierre Van Tieghem de Limon de Ten Berghe, né à Gand le 18 décembre 1804 et mort dans la même ville le 18 décembre 1886, est un homme politique belge.

## Fonctions et mandats
- Membre de la Chambre des représentants de Belgique : 1856-1857